# Putovanje u središte zemlje 2: Tajanstveni otok
Putovanje u središte zemlje 2: Tajanstveni otok (eng. Journey to the Center of the Earth 2: Mysterious Island) pustolovni je film u režiji Brada Peytona. Ovo je drugi film u nizu Putovanja i nastavak filma Putovanje u središte zemlje. Filmovi su temeljeni na romanima pisca Julesa Vernea.
U filmu glume Dwayne Johnson, Michael Caine, Josh Hutcherson, Vanessa Hudgens, Luis Guzmán, i Kristin Davis. Scenarij su napisali Brian i Mark Gunn.
Putovanje u središte zemlje 2: Tajanstveni otok u kinima se počeo prikazivati 9. veljače 2012. godine.

## Radnja filma
Nakon odlaska u središte Zemlje sa svojim stricem kad je imao 13 godina, Sean Anderson (Josh Hutcherson) je uhvaćen od strane policije nakon kratke potjere na njegovom motociklu koji je završio u bazenu. Njegov očuh Hank Parsons (Dwayne Johnson) ga odvozi kući. On kasnije saznaje da je Sean provalio u satelitski istraživački centar kako bi pojačao signal kodiranog poziva da bi saznao gdje je njegov izgubljeni djed Alexander Anderson (Michael Caine). U želji da nađe Seanovog djeda, Hank pomaže Seanu dešifrirati šifru znakovima triju knjiga: Otok s blagom, Gulliverova putovanja i Tajanstveni otok. Korištenjem pojedinih knjiga otočnih karta, Hank misli da spajanjem svih karta iz tih knjiga može odrediti gdje je tajanstveni otok to jest gdje se nalazi djed. Unatoč prigovorima od Seanove majke na njegov korak, Hank uspije uvjeriti njegovu majku Liz Anderson (Kristin Davis) na to da oboje odu u potragu otoka. Oni dolaze u Palau gdje je njihov prijevoz helikopter koji vozi turistički vodič Gabato (Luis Guzman) i njegova prekrasna kćer Kalani (Vanessa Hudgens), u koju se Sean odmah zaljubi. Hank i Sean se dogovore i prihvate cijenu od 3000 dolara za vožnje helikopterom do tog otoka, ali helikopter slučajno uđe u jake vjetrove pa se helikopter pokvari, nakon kvara svi se bude na otoku.
Prelaskom na otok, otkrivaju neki od zakona tajanstvenog otoka, što je veliko to je malo, i malo je veliko. Nakon što ih je lovio golemi gušter spasio ih je Seanov djed, Alexander (Michael Caine), koji ih vodi u veliku kolibu koju je izgradio od olupine broda kojim je došao na otok. On ima radio, ali s obzirom na svoju udaljenost trebat će mu dva tjedna da pozove pomoć. Sljedećeg jutra, Alexander ih vodi u izgubljeni grad Atlantidu za koju se  vjerovalo da je potonula u ocean. Nakon toga Hank izračuna da će otok potonuti za nekoliko dana. Njihovo jedino sredstvo za spašavanje je legendarna podmornica Nautilus, skrivena negdje na otoku. Sljedećeg jutra, voda je porasla i Alexander zaključuje da će otok potonuti u roku od nekoliko sati, a ne dana. Gabato je nestao, nakon što je otišao na otok zlatnog vulkana u potrazi za sredstvima kako bi svojoj kćeri omogućio bolji život. Dok su Alexander i Kailani otišli po njega, Sean i Hank su otišli potražiti podmornicu. Zbog dizanja vode, Sean i Hank su improviziranim kisikom zaronili stotinu metara kako bi našli Nautilus, ali zamalo da ih nije spržila Električna jegulja. Smatraju da treba naći način da dobiju električnu energiju od električne jegulje.
U međuvremenu Kailani i Alexander su pronašli Gabatoa i uvjerili ga da pobjegne s njima umjesto da ode u zlatni vulkan. Oni krenu prema obali, kad se otok zatrese. Hank i Sean koristeći harpun dobivaju električnu energiju, počevši od roja jegulja oko njih i oni su u mogućnosti da vide snagu stroja, upravo na vrijeme da pokupe druge koji su pali u vodu. Nakon toga, Kailani poljubi Seana za njegovu hrabrost i dokazuje međusobnu privlačnost prema njemu. Kasnije, Gabato postaje najpopularnija turistička atrakcija na otoku, a Kailani odlazi u posjet na Seanov rođendan. Dok su slavili, Alexander poklanja knjigu za Seanov rođendan. On otvara poklon, a poklon je knjiga Od Zemlje do Mjeseca koju on gleda kao drugu avanturu koju Liz oklijevajući pristaje, jer nakon svega to je "samo putovanje na Mjesec."

## Uloge
| Glumac/glumica  | Lik             |
| --------------- | --------------- |
| Josh Hutcherson | "Sean Anderson" |
| Dwayne Johnson  | "Hank Parsons"  |
| Vanessa Hudgens | "Kailani"       |
| Michael Caine   | "djed"          |
| Luis Guzmán     | "Gabato"        |
| Kristin Davis   | "Liz Anderson"  |
| Anna Colwell    | "Jessica"       |
| Michael Beasley | "Marcus"        |
| Fileena Bahris  | "susjed"        |
| Shelley Bassett | "susjed"        |
| Stephen Caudill | "policajac"     |

## Zarada
Putovanje u središte zemlje 2: Tajanstveni otok zaradio je 103.836.147 dolara u Sjevernoj Americi i 222.000.000 dolara u drugim zemljama, sve zajedno je zaradio 325.860.290 dolara. Time je ovaj film nadmašio svojeg prethodnika, u domaćim i svjetskim zaradama.

## Nastavak filma
Nastavak, Putovanje u središte zemlje 3: Od Zemlje do Mjeseca nije još snimljen. Film će producirati New Line i Warner Bros, a u njemu opet glume Dwayne Johnson i Josh Hutcherson, a redatelj je Brad Peyton. Scenaristi će opet biti Brian Gunn i Mark Gunn. Film bi trebao biti objavljen u 2017. godini.

## Vanjske poveznice
- Putovanje u središte zemlje 2: Tajanstveni otok na IMDb-u
- Putovanje u središte zemlje 2: Tajanstveni otok na službenoj web stranici